# Sascha Lensing
Sascha Lensing (* 13. September 1973 in Duisburg) ist ein deutscher Politiker (AfD). Er zog über Platz sieben der Landesliste der AfD Nordrhein-Westfalen in den 21. Deutschen Bundestag ein.

## Leben
Sein Abitur legte er 1994 am Landfermann-Gymnasium in Duisburg ab. Von Oktober 1994 bis April 1997 absolvierte er eine Ausbildung als Polizeivollzugsbeamter in der Bereitschaftspolizeiabteilung III Wuppertal und ist seit April 1997 als Polizeibeamter des Landes NRW als Kriminalhauptkommissar tätig.

## Politik
2019 trat er der AfD bei und war von 2020 bis 2025 stellvertretender Fraktionsvorsitzender der AfD im Rat der Stadt Duisburg und in der Bezirksvertretung Rheinhausen. Ebenfalls von 2020 bis 2025 war er Schatzmeister im AfD-Kreisverband Duisburg, seit März 2025 stellv. Schatzmeister im Kreisverband Duisburg. Seit 2024 ist Lensing Mitglied des AfD-Landesvorstandes NRW.